# Cathelijn Peeters
Cathelijn Peeters (Dongen, 6 de noviembre de 1996) es una deportista neerlandesa que compite en atletismo, especialista en las carreras de velocidad y vallas, y anteriormente compitió en las pruebas combinadas y lanzamiento de martillo. Peeters se especializa en los 400 metros vallas y en los relevos de 400 metros. En relevo 4 × 400 metros, es campeona del mundo en pista cubierta de 2023 y de 2024 con el equipo femenino neerlandés, así como campeona olímpica de 2024 con el equipo mixto neerlandés.
Individualmente, Peeters ganó medallas de bronce en los Juegos Europeos de 2023 y el Campeonato Europeo de Atletismo de 2024, así como cinco títulos nacionales en el Campeonato de los Países Bajos entre 2020 y 2024. Como parte del equipo femenino neerlandés de relevo 4 × 400 metros, ganó medallas de oro en el Campeonato Europeo de Atletismo en Pista Cubierta de 2023, el Campeonato Mundial de Atletismo de 2023, el Campeonato Mundial de Atletismo en Pista Cubierta de 2024 y el Campeonato Europeo de Atletismo de 2024, y comparte los récords neerlandeses en pista cubierta y al aire libre. Como parte del equipo mixto neerlandés de relevo 4 × 400 metros, ganó una medalla de oro en los Juegos Olímpicos de París 2024.
Los puestos más altos de Peeters en el ranking mundial de atletismo fueron el número 11 en los 400 metros con vallas en 2024, el número 77 en los 400 metros en 2024 y el número 233 de la clasificación general femenina en 2024. Con el equipo femenino holandés de relevos 4 × 400 metros, ganó el premio al Equipo Deportivo Neerlandés del Año en 2023.

## Primeros años de vida
Cathelijn Peeters nació el 6 de noviembre de 1996 en Dongen, Países Bajos, donde también creció. Su prima Silke Peeters también es vallista de nivel nacional.

## Trayectoria

### 2015-2023

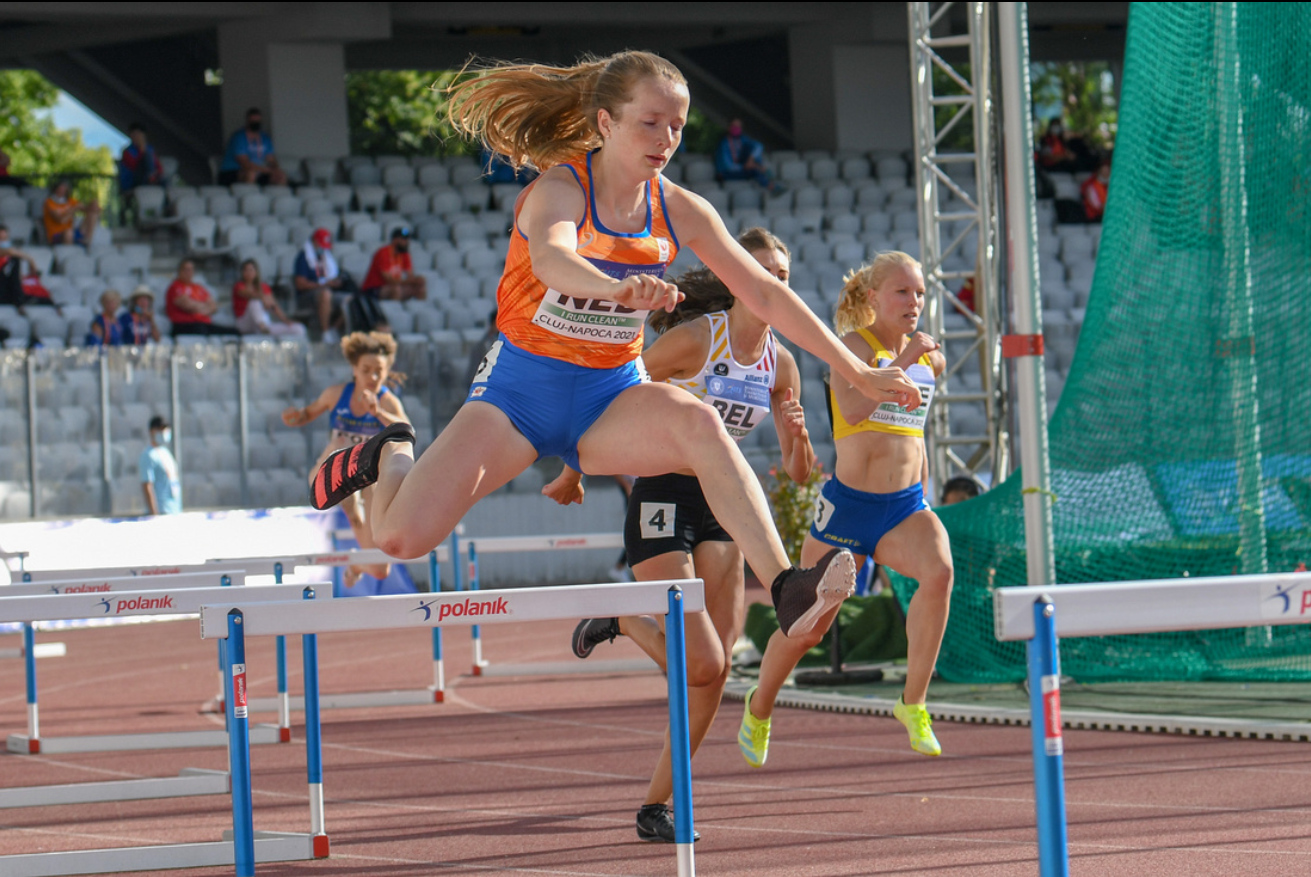
Peeters (centro) en el Campeonato Europeo de Atletismo por Equipos de 2021 en Cluj-Napoca, Rumania.

Peeters compitió en pruebas combinadas hasta 2020 y en lanzamiento de martillo hasta 2021. Después de 2021, se especializó únicamente en vallas y carreras de velocidad.
Peeters subió al podio nacional por primera vez en el Campeonato de los Países Bajos de 2019, donde obtuvo el tercer puesto en vallas. A esto le siguieron victorias en los campeonatos nacionales de 2020, 2021, 2022 y 2023.
Estableció una mejor marca personal de 53,34 segundos en los 400 metros, lo que le valió ser seleccionada para el equipo de relevos neerlandés en el Campeonato Mundial de Atletismo de 2022. Durante las eliminatorias del relevo femenino de 4 × 400 m, Peeters dejó caer el testigo, lo que provocó la eliminación del equipo.
Fue medallista de oro en el relevo 4 × 400 metros en el Campeonato Europeo de Atletismo en Pista Cubierta de 2023, ayudando a romper el récord neerlandés y el récord del campeonato con un tiempo de 3:25.66 minutos junto a Femke Bol, Lieke Klaver y Eveline Saalberg. El 27 de agosto de 2023, el equipo neerlandés continuó el éxito con una medalla de oro en el relevo femenino de 4 × 400 metros en el Campeonato Mundial de Atletismo de 2023 en Budapest, Hungría. Peeters ganó el premio al Equipo Deportivo Neerlandés del Año con el equipo femenino neerlandés de relevos de 4 × 400 metros en 2023.

### 2024

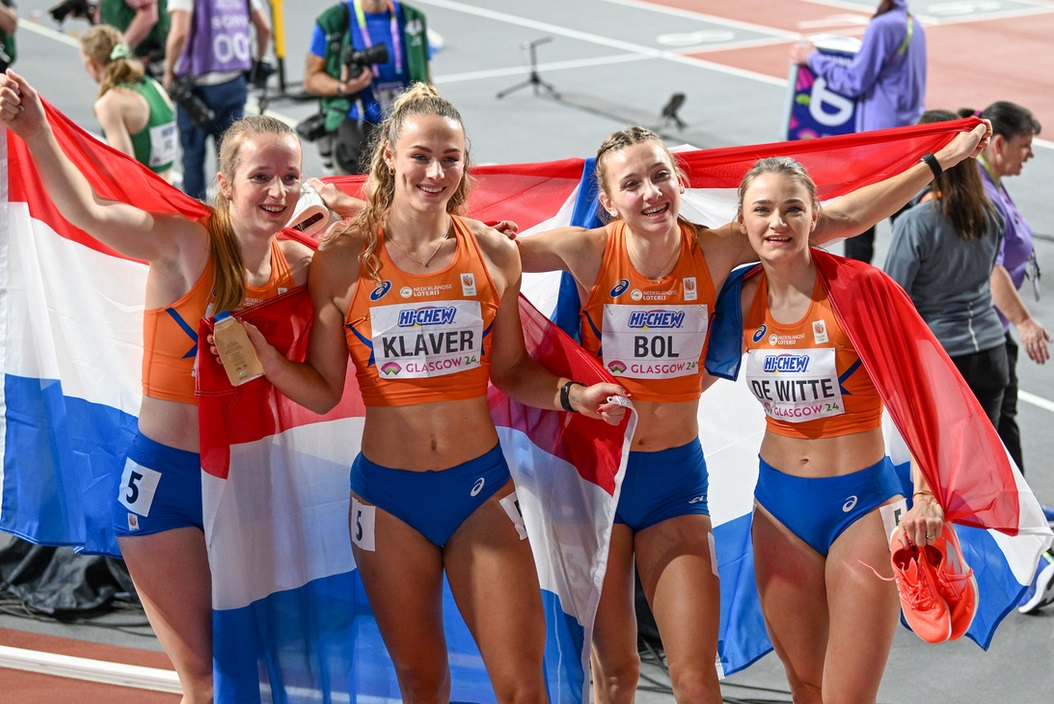
Peeters (izquierda) con Lieke Klaver, Femke Bol y Lisanne de Witte tras ganar la final de relevo 4×400 m en el Campeonato Mundial de Atletismo en Pista Cubierta de 2024 en Glasgow, Reino Unido.

El 3 de febrero ganó los 400 metros pista corta en 52,51 s en la reunión en pista cubierta de la IFAM en Gante, Bélgica. El 17 de febrero, mejoró su mejor marca personal en los 400 metros pista corta a 52.01 s en las eliminatorias del Campeonato Neerlandés de Atletismo en Pista Cubierta de 2024 en Apeldoorn, Países Bajos. El 3 de marzo, corrió la segunda etapa de relevo 4 × 400 metros pista corta, donde ganó una medalla de oro con Lieke Klaver, Lisanne de Witte y Femke Bol del equipo de relevos femenino neerlandés en el Campeonato Mundial de Atletismo en Pista Cubierta de 2024 en Glasgow, Reino Unido.
El 28 de abril, mejoró su mejor marca personal en los 400 metros a 51.08 s en el SprintFest de Willemstad, Curazao. Los días 4 y 5 de mayo, compitió en el relevo 4 × 400 metros en los Relevos Mundiales 2024 en Nasáu, Bahamas. Con el equipo femenino neerlandés, se clasificó para los Juegos Olímpicos de París 2024 en la segunda ronda de clasificación con un tiempo de 3:27.45 min. El 26 de mayo ganó los 400 metros vallas en un nuevo mejor tiempo personal de 54.32 s en la reunión al aire libre del IFAM en Bruselas, Bélgica. El 28 de mayo, ganó los 400 metros vallas en 54.31 s, mejorando aún más su mejor marca personal en el Golden Spike Ostrava en Ostrava, República Checa.
Del 10 al 12 de junio, Peeters compitió en el Campeonato Europeo de Atletismo de 2024 en Roma, Italia. En los 400 metros vallas, ganó una medalla de bronce terminando en 54.37 s después de Femke Bol y Louise Maraval. En el relevo 4 × 400 metros femenino, ganó una medalla de oro con Klaver, De Witte y Bol en 3:22.39 min, donde corrió la segunda etapa en un tiempo parcial de 50.96 s.

## Palmarés internacional
| Juegos Olímpicos                     | Juegos Olímpicos         | Juegos Olímpicos  | Juegos Olímpicos |
| Año                                  | Lugar                    | Medalla           | Prueba           |
| ------------------------------------ | ------------------------ | ----------------- | ---------------- |
| 2024                                 | París (Francia)          | Medalla de plata  | 4 × 400 m        |
| Campeonato Mundial                   |                          |                   |                  |
| Año                                  | Lugar                    | Medalla           | Prueba           |
| 2023                                 | Budapest (Hungría)       | Medalla de oro    | 4 × 400 m        |
| Campeonato Mundial en Pista Cubierta |                          |                   |                  |
| Año                                  | Lugar                    | Medalla           | Prueba           |
| 2024                                 | Glasgow (Reino Unido)    | Medalla de oro    | 4 × 400 m        |
| Juegos Europeos                      |                          |                   |                  |
| Año                                  | Lugar                    | Medalla           | Prueba           |
| 2023                                 | Chorzów (Polonia)        | Medalla de bronce | 400 m vallas     |
| Campeonato Europeo                   |                          |                   |                  |
| Año                                  | Lugar                    | Medalla           | Prueba           |
| 2024                                 | Roma (Italia)            | Medalla de oro    | 4 × 400 m        |
| 2024                                 | Roma (Italia)            | Medalla de bronce | 400 m vallas     |
| Campeonato Europeo en Pista Cubierta |                          |                   |                  |
| Año                                  | Lugar                    | Medalla           | Prueba           |
| 2023                                 | Estambul (Turquía)       | Medalla de oro    | 4 × 400 m        |
| 2025                                 | Apeldoorn (Países Bajos) | Medalla de oro    | 4 × 400 m        |